# USS LST-853
L' USS LST-853 était un navire de débarquement de chars de classe LST-542 dans l'United States Navy pendant la Seconde Guerre mondiale. Il a été transféré dans la Marine de la République de Corée sous le nom de ROKS Suyeong (LST-813) (en coréen : 수영), puis LST-677.

## Construction et mise en service
Le LST-853 a été posé le 30 août 1944 au Chicago Bridge & Iron Co, Seneca en Illinois. Lancé le 17 novembre 1944 , il a été mis en service le 11 décembre 1944.

## Service dans la marine des États-Unis
Le LST-853 a quitté La Nouvelle-Orléans pour le Pacifique le 19 janvier 1945. Il a chargé des troupes et du matériel sur la côte ouest avant de quitter Seattle le 10 mars. Naviguant via Pearl Harbor, Eniwetok et Guam, il est arrivé à Saipan le 25 avril. Le navire de débarquement a embarqué des unités du 1878th Engineer Aviation Battalion, puis a navigué le 27 pour Okinawa. Arrivé 6 jours plus tard au milieu des raids aériens ennemis, le LST-853 a déchargé des hommes et du matériel sur cette base stratégique qui se trouvait aux portes du Japon.
Il est retourné à Saipan le 24 mai et, pendant les mois restants de la guerre, a fait la navette entre les troupes et le matériel des Îles Mariannes, des Philippines et d'Okinawa en vue de l'invasion prévue du Japon (Opération Downfall). L'acceptation par l'ennemi des conditions de paix alliées a évité une invasion, de sorte que le LST-853 a alors opéré en Extrême-Orient, transportant les forces d'occupation jusqu'au début de décembre.
Arrivé à Saipan le 13 décembre 1945, il embarqua des vétérans du Pacifique combattant dans les Mariannes et s'embarqua pour les États-Unis en janvier 1946. Après son arrivée sur la côte ouest, le LST-853 s'embarqua pour Astoria (Oregon) et mis hors service à Vancouver le 24 juillet 1946. Alors qu'il était amarré dans le fleuve Columbia avec la flotte de réserve du Pacifique, il fut nommé Kane County le 1er juillet 1955 . Plus tard dans sa carrière dans la marine américaine, il a été renommé Kane County (LST-853) , mais n'a jamais vu de service actif sous ce nom.
LST-853 a gagné une Service star pour le service de la Seconde Guerre mondiale.

## Service dans la marine sud-coréenne
En vertu des dispositions du programme d'assistance militaire LST-853 a été transféré en Corée du Sud le 22 décembre 1958 et a servi dans la marine de la République de Coréesous le nom de Suyeong (LST-813). Plus tard, il a été renommé LST-677 et a pris sa retraite le 29 décembre 2005. Après sa retraite, il a été exposé comme navire musée et attraction touristique à Donghangpo .

## Galerie

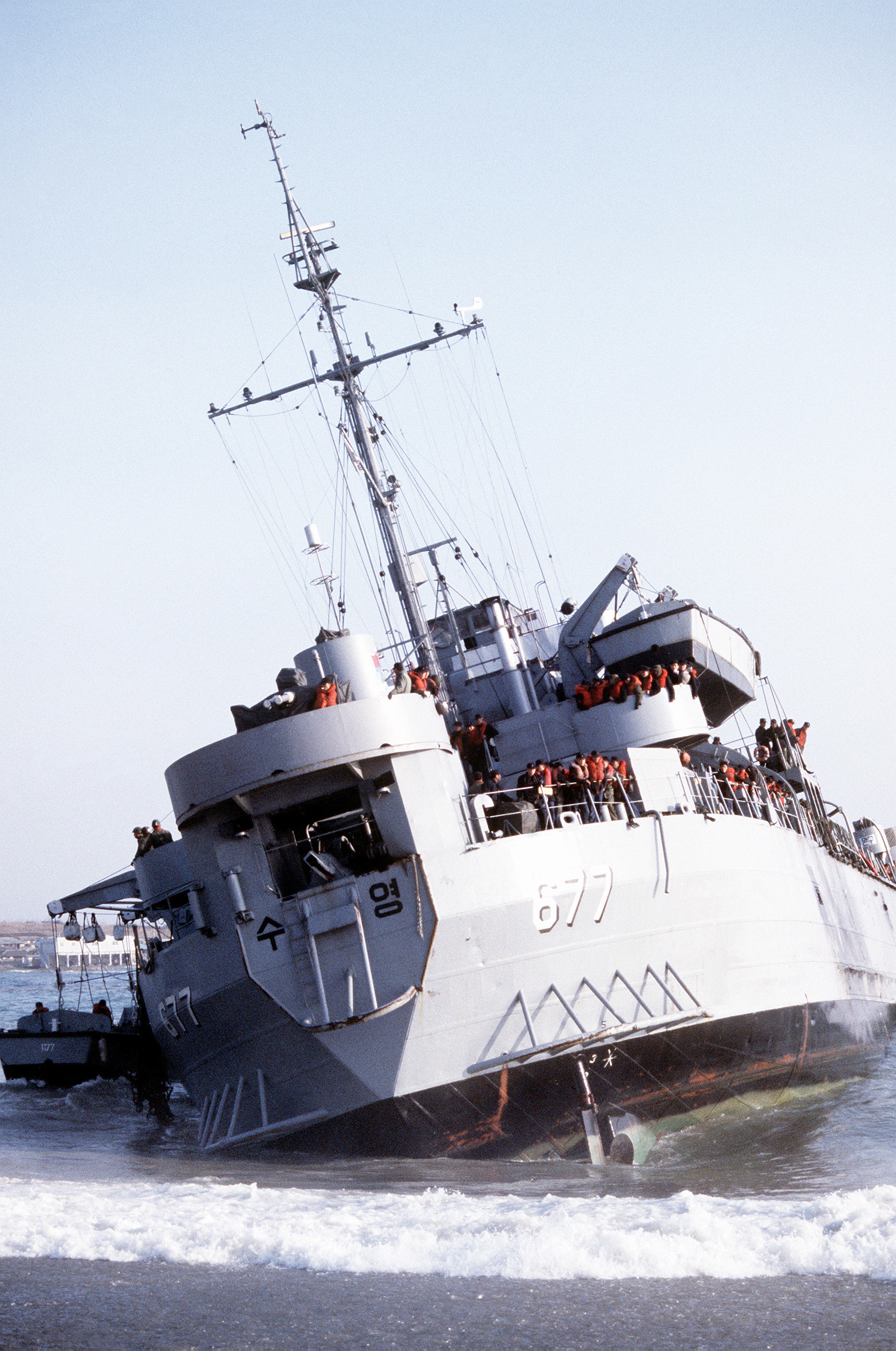
ROKS Suyeong en 1983
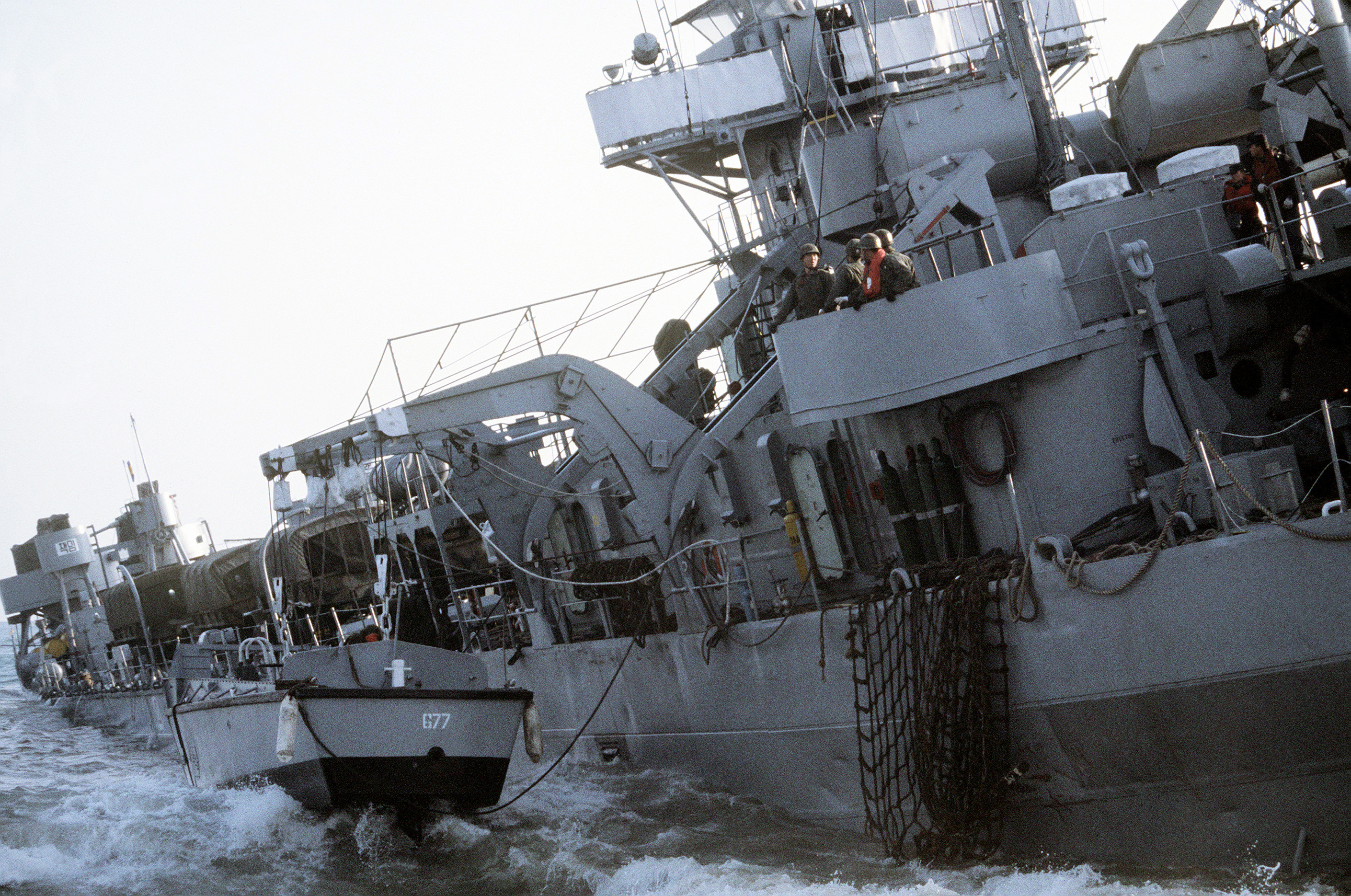
ROKS Suyeong en 1983